# The Least Worst Of
Albums de Type O Negative
World Coming Down
(1999) Life Is Killing Me
(2003)
The Least Worst Of est une compilation de Type O Negative sortie le 31 octobre 2000. Le disque contient des titres préexistants ainsi que de nouvelles chansons, des remixes et des versions plus courtes de certaines chansons. La couverture de l'album est une photographie du "Parachute Jump" de Coney Island à Brooklyn.

## Liste des morceaux
| 1.    | The Misinterpretation Of Silence And Its Disastrous Consequences (Wombs And Tombs Mix) | 0:39  |
| 2.    | Everyone I Love Is Dead (Edit)                                                         | 4:39  |
| 3.    | Black No. 1 (Edit)                                                                     | 4:34  |
| 4.    | It's Never Enough                                                                      | 8:15  |
| 5.    | Love You To Death (Edit)                                                               | 4:47  |
| 6.    | Black Sabbath (From The Satanic Perspective)                                           | 7:44  |
| 7.    | Christian Woman (Edit)                                                                 | 4:25  |
| 8.    | 12 Black Rainbows                                                                      | 5:10  |
| 9.    | My Girlfriend's Girlfriend (Cheese Organ Mix)                                          | 3:43  |
| 10.   | Hey Pete (Pete's Ego Trip Version)                                                     | 5:19  |
| 11.   | Everything Dies (Edit)                                                                 | 4:33  |
| 12.   | Cinnamon Girl (Depressed Mode Mix) (remixé par Charlie Clouser)                        | 3:50  |
| 13.   | Unsuccessfully Coping With The Natural Beauty Of Infidelity                            | 12:29 |
| 14.   | Stay Out Of My Dreams                                                                  | 8:15  |
| 78:22 |                                                                                        |       |